# Calarcá
Calarcá est une municipalité située dans le département du Quindío en Colombie.

## Démographie
Selon les données récoltées par le DANE lors du recensement de la population colombienne en 2005, Calarcá compte une population de 71 605 habitants.

## Culture et patrimoine
La fête nationale du café (Fiesta Nacional del Café (es)) y est célébrée depuis 1960, tous les ans au mois de juin. La gagnante du concours de beauté Reinado Nacional del Café, organisé dans le cadre de cette fête depuis 1983, participe à l'élection du concours Reinado Internacional del Café à Manizales.

## Liste des maires
- 2020 - 2023 : Luis Alberto Balsero Contreras